# Conquista española de Orán
La conquista española de Orán o la expedición española de Orán y Mazalquivir de 1732 fue una campaña militar llevada a cabo del 15 de junio al 2 de julio de 1732 por el reino de España contra el protectorado otomano de Argel. La conquista española encabezada por José Carrillo de Albornoz, duque de Montemar y Francisco Javier Cornejo derrotó a las tropas otomanas bajo el mando del Bey Hassan conquistando las fortalezas de Orán y Mazalquivir, ciudades gobernadas y administradas por el Imperio otomano a partir de 1708, cuando, tras ser previamente gobernadas por España, cayeron en manos otomanas durante la guerra de sucesión española.

## Antecedentes
En abril de 1708, durante la guerra de sucesión española, el bey otomano de Argel conquistó las estratégicas ciudades de Orán y Mazalquivir en el norte de África, que habían estado hasta entonces bajo dominio español, aprovechando los apuros de España, enfrascada en la contienda. Con la guerra finalizada y con el resurgimiento de una nueva España como una de las principales potencias europeas, el rey Felipe V organizó una expedición para recuperar las ciudades perdidas durante la anterior guerra. La conquista fue, en parte, financiada por la ofensiva exitosa contra la república de Génova, dirigida por el almirante Blas de Lezo. Tras personarse en aquel puerto con seis navíos, exigió el pago de los dos millones de pesos pertenecientes a España que se hallaban retenidos en el Banco de San Jorge, además de un homenaje a la bandera real de España, so amenaza de bombardear la ciudad. Los genoveses finalmente aceptaron todos los términos del almirante español. De los dos millones de pesos, un millón y medio iban a ser destinados a la nueva expedición.
El rumor de que España se estaba preparando para otra conquista era motivo de alarma para el emperador del Sacro Imperio, Carlos VI, que temía que España desease ocupar los territorios italianos en su poder. Cuando todos los preparativos habían concluido, con el objetivo de calmar a las otras potencias europeas, Felipe V promulgó un decreto que declaraba su intención de reconquistar Orán.

## Preparativos de la conquista

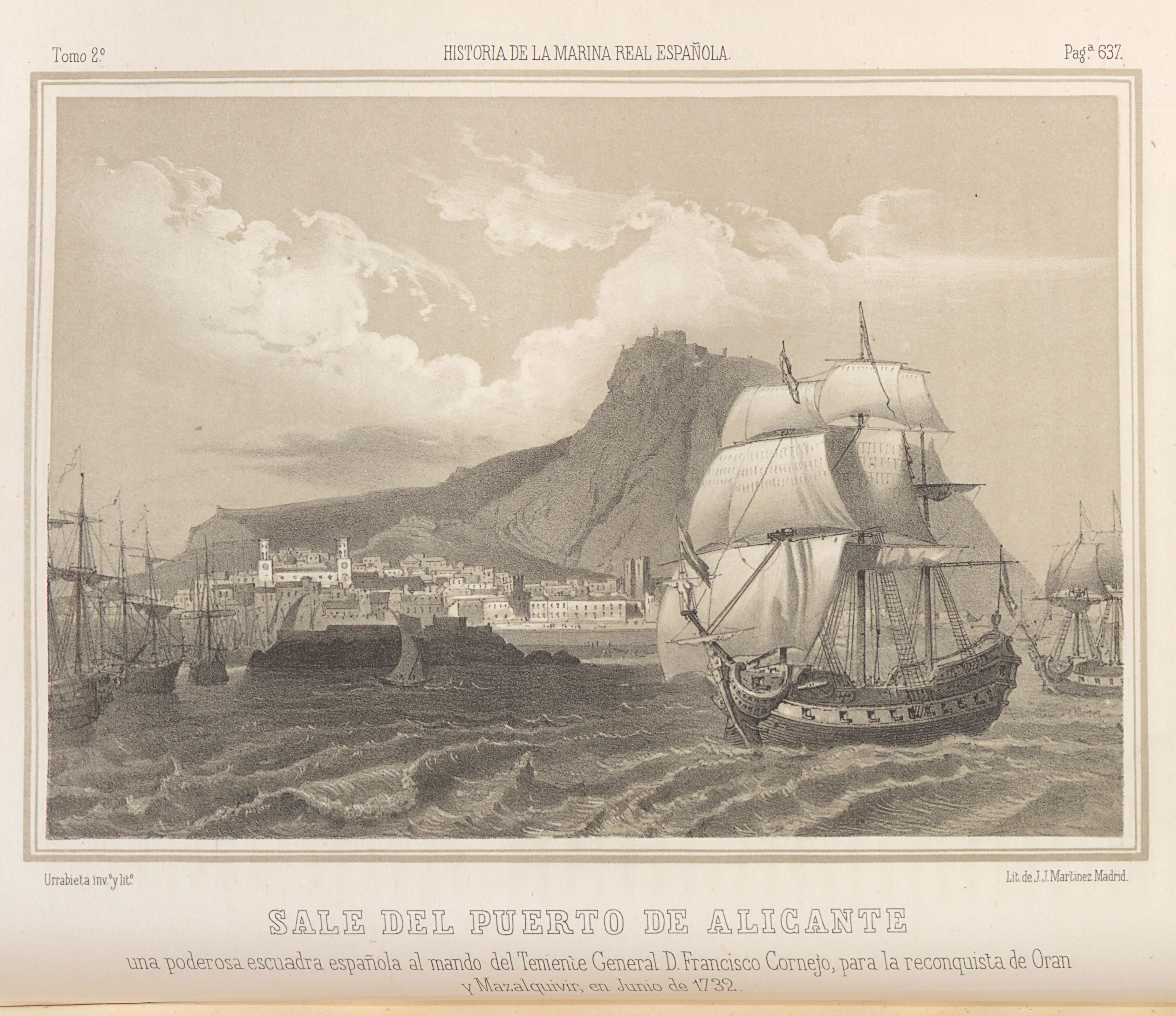
«Sale del puerto de Alicante una poderosa escuadra española al mando del Teniente General D. Francisco Cornejo, para la reconquista de Oran y Mazalquivir, en Junio de 1732». Litografía de Vicente Urrabieta publicada en Historia de la Marina Real Española (1854)

La conquista comenzó a organizarse el 16 de marzo de 1732, en el puerto de Alicante. La persona responsable de la preparación era el príncipe de Campo Florido, capitán general y gobernador del reino de Valencia. La ciudad superó el reto de contener un gran número de soldados, marineros y nobles. Las autoridades calcularon que alojó a más de treinta mil participantes en la operación militar. En ese momento, la ciudad recibió la mayor parte de su mercancía a través del puerto, con la ayuda de pueblos y ciudades cercanas, pero finalmente el suministro a la ciudad fue un éxito.
El 7 de junio, José Carrillo de Albornoz, duque de Montemar, que Felipe V había elegido como jefe de la conquista, acudió al Convento de la Santísima Faz, para orar por la protección y el éxito de su plan. El puerto comenzó a llenar con palos, y todo tipo de vela, concebible, y al final de mayo, Campo Florido informó el general español, Alejandro de la Motte, que había resuelto el embargo de todos los buques de transporte de cercanías. Todo había sido planeado, hasta el último detalle, y la conquista estaba lista para zarpar.

### Flota
La gran flota estaba compuesta por doce navíos de línea, cincuenta fragatas, siete galeras, veintiséis galeotas, cuatro bergantines, noventa y siete jabeques, varias lanchas cañoneras y buques bomba, aproximadamente ciento nueve barcos de transporte y varias naves menores y embarcaciones de diferentes clases. En total, los barcos de la flota sumaban alrededor de quinientos a seiscientos; el comandante supremo de la flota era el veterano oficial de la Armada Francisco Javier Cornejo.

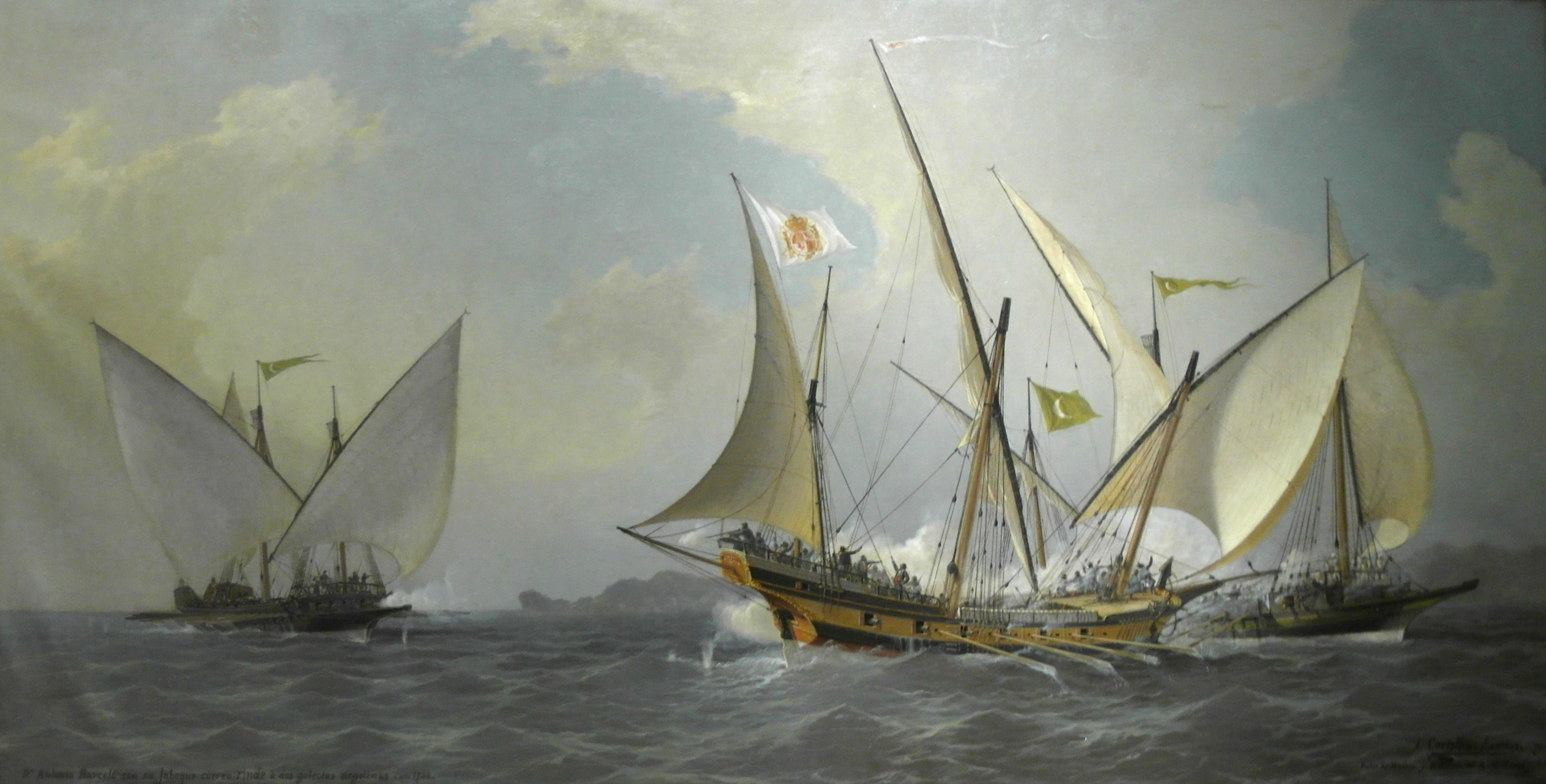
Jabeque español frente a dos galeotas corsarias argelinas.

La flota causó gran asombro en toda Europa y un escritor de la época dijo:

Nunca antes el Mar Mediterráneo cubría tal variedad de banderas.

El comandante de la escuadra fue el teniente general de la Armada, Francisco Javier Cornejo, en el navío San Felipe, figurando como segundo comandante, en el navío Santiago, Blas de Lezo.

### Ejército

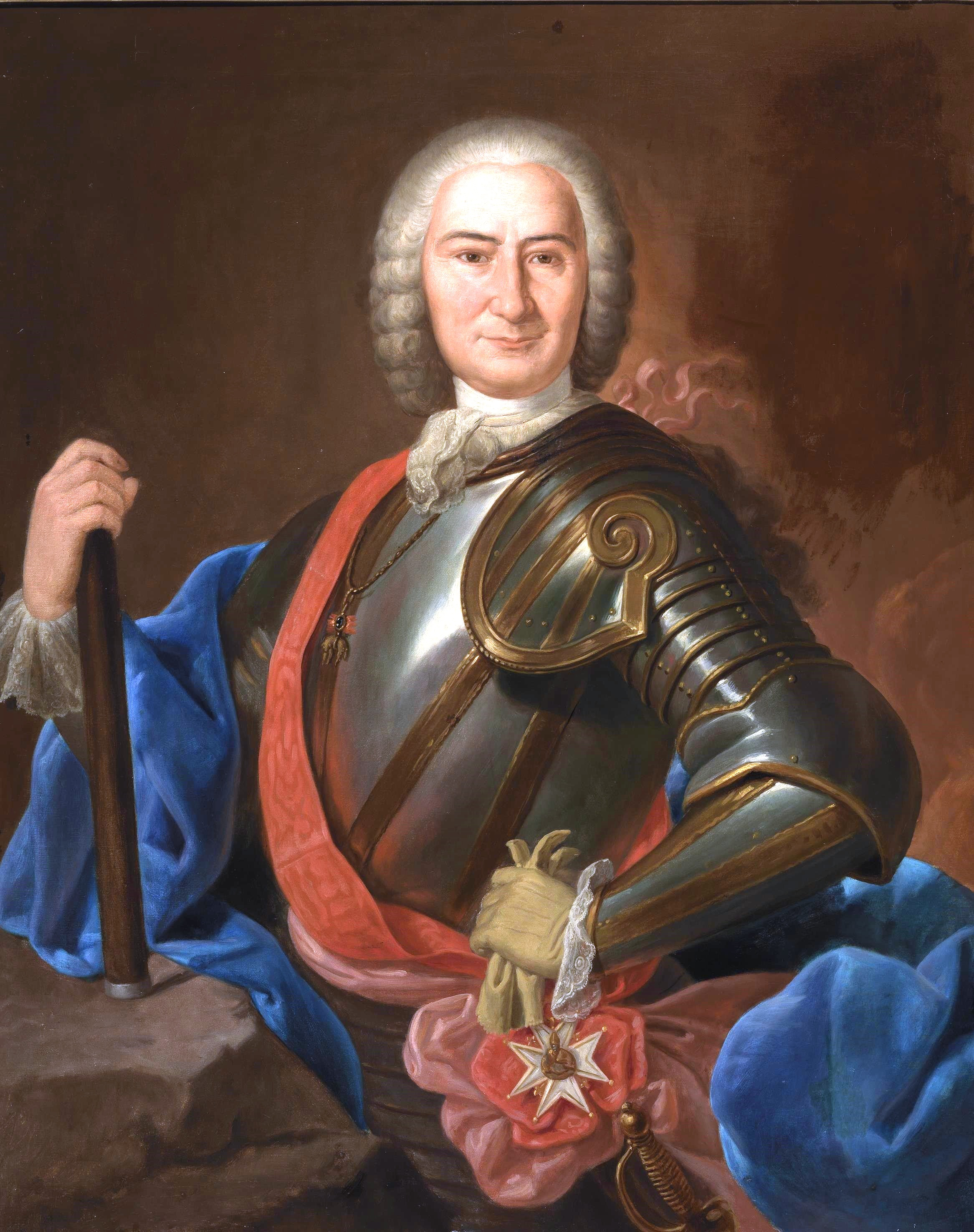
José Carrillo de Albornoz, duque de Montemar, jefe de la conquista.

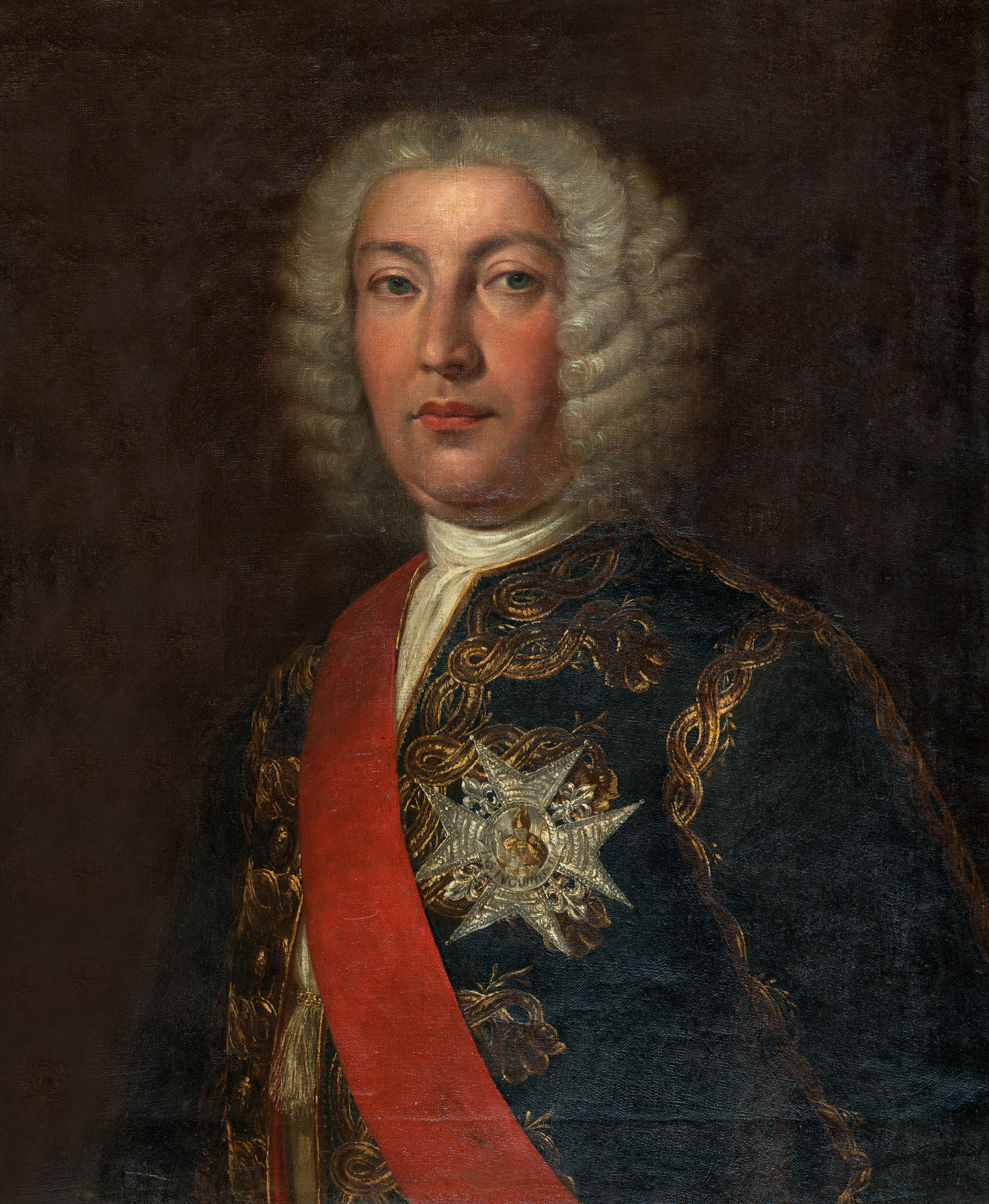
Almirante Juan José Navarro por Rafael Tegeo.

El ejército, dirigido por José Carrillo de Albornoz, estaba compuesto por veintitrés generales, viecinueve brigadas y ciento veintinueve oficiales.
La infantería constaba de treinta y dos batallones: el batallón de artillería (con unos efectivos de seiscientos hombres, sesenta piezas de artillería y veinte morteros), los regimientos de guardias españoles (cada uno con cuatro batallones), los regimientos de España, Soria, Vitoria, Cantabria y Asturias (cada uno con dos batallones), los regimientos de Irlanda, del Úlster y Namur (cada uno con un batallón), los regimientos de Aragón, Henao, Amberes y el primer y tercer regimiento de Suiza (cada uno con dos batallones), el regimiento de Canarias y una compañía de fusileros y guías (todos nacidos en Orán) y el personal administrativo (médicos y funcionarios judiciales). En total, veintitrés mil cien hombres.
Formaban la caballería los regimientos de la Reina y el Príncipe (cada uno con cuatrocientos diecisiete hombres) y de Santiago y Granada (cada uno con cuatrocientos diecinueve hombres), y otros cuatro regimientos de dragones de España (cada uno con tres escuadrones). En total, 3372 hombres.

## La conquista

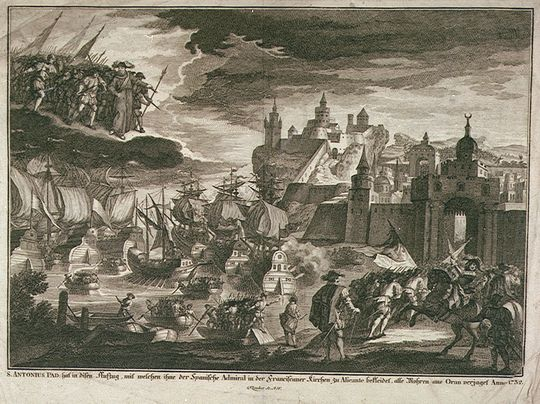
Ataque español a Orán

El 15 de junio de 1732, con todas las tropas a bordo y todos los preparativos terminados, la flota estaba anclada en el puerto, y al día siguiente zarpó en perfecta formación. Entre los soldados había algunos escritores que registraron la campaña, como el artillero Joaquín de la Ripa o el soldado y poeta Eugenio Gerardo Lobo, quien dedicó un poema a la conquista española:

Ve, lucido escuadrón, ve, fuerte armada,
Del monarca de España empeño augusto
Y el pendón infeliz del moro adusto,
Su luna llore en ti siempre eclipsada.

Pocos días después, la flota se vio obligada, debido a los vientos contrarios, a ponerse a cubierto, cerca del cabo de Palos, pero el 24 de junio, después de superar sus dificultades, continuó su viaje hacia Orán. El 27 de junio, la flota llegó a las costas de Orán, y el duque de Montemar, ordenó a las tropas para desembarcar en la playa de Aguadas, cerca de Mazalquivir, pero esto no podría llevarse a cabo hasta el día siguiente. En la madrugada, las tropas comenzaron a desembarcar con apenas ninguna resistencia. Las tropas otomanas argelinas, que hasta ese momento habían permanecido en posiciones defensivas, comenzaron a atacar a las tropas españolas, sin embargo, la potencia de fuego de las naves españolas, en particular, el navío de línea Castilla, bajo el mando de Juan José Navarro, hizo una gran contribución en la cobertura de las tropas de desembarco por el uso de sus armas navales, diezmando y obligando a las tropas musulmanas a huir. Antes del mediodía, toda la infantería había desembarcado y la caballería siguió poco después.

## La conquista de Orán y Mazalquivir

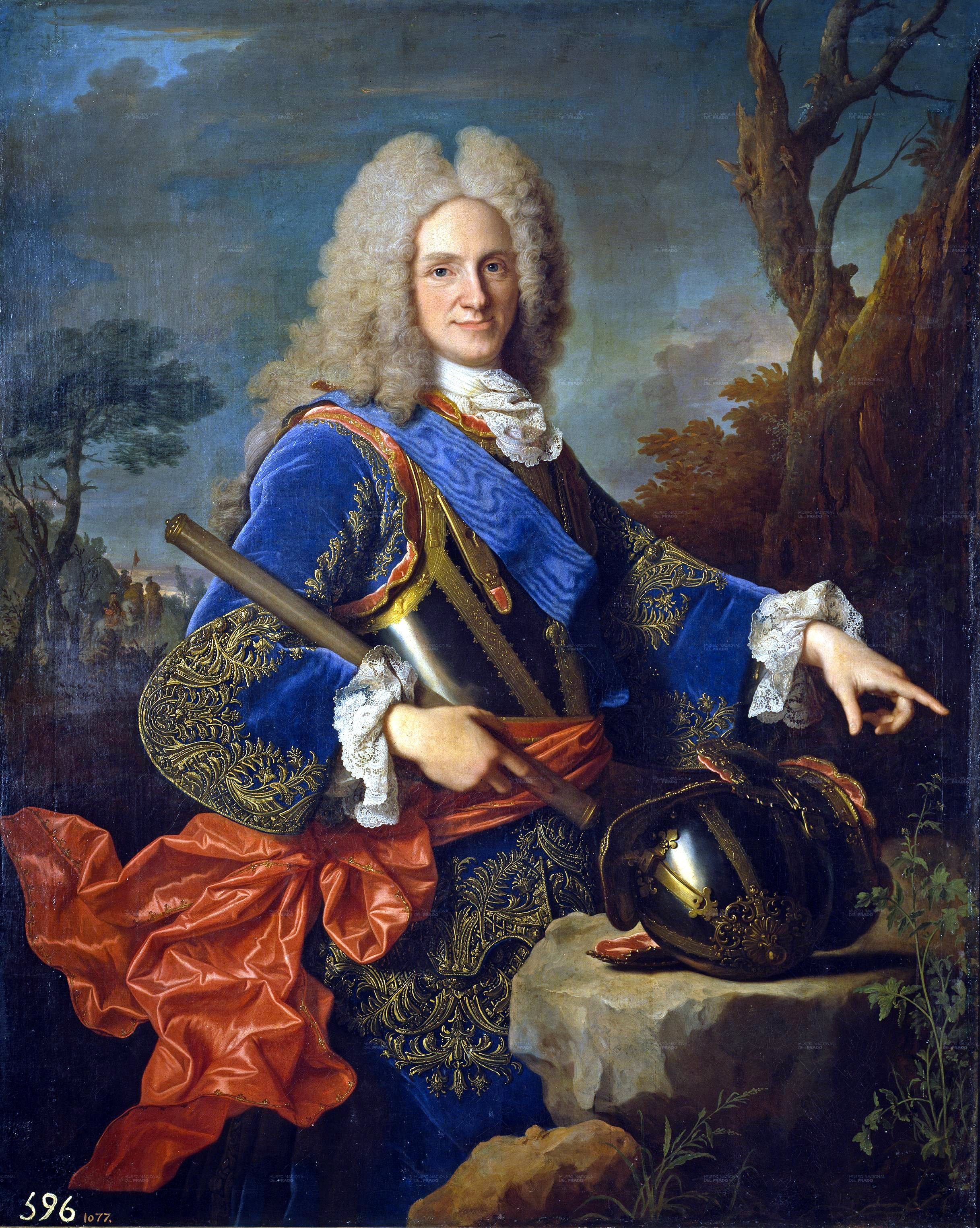
El rey Felipe V.

Después del mediodía, los granaderos, junto con la caballería, poco a poco se comenzaron a reunir en una pequeña colina, donde podían ser vistos desde el mar y desde donde las tropas españolas habían formado y tomado el control y de la que los musulmanes quisieron apoderarse. El duque de Montemar ordenó construir un pequeño fuerte para asegurar la comunicación con la flota. Una compañía de fusileros se creó para proteger a los trabajadores en la fortaleza, pero dado que estaban bajo ataque constante por la gran cantidad de tropas otomanas argelinas y finalmente, debido a la falta de municiones, comenzaron a retirarse. Esta retirada dio una oportunidad a los otomanos, que avanzaron con cautela. Montemar, dándose cuenta de esto, envió a 16 compañías de infantería bajo el mando de Alejandro de la Motte y 4 escuadrones de Dragones de España para atacar la línea del frente de las tropas musulmanas. El ataque de la caballería y la infantería fue tan intenso que causó muchas bajas en el enemigo y obligó a las tropas otomanas a retirarse a otra montaña distante. Contando con los jenízaros, los musulmanes y los turcos llegaron a ser cerca de veinte a veintidós mil hombres en total.

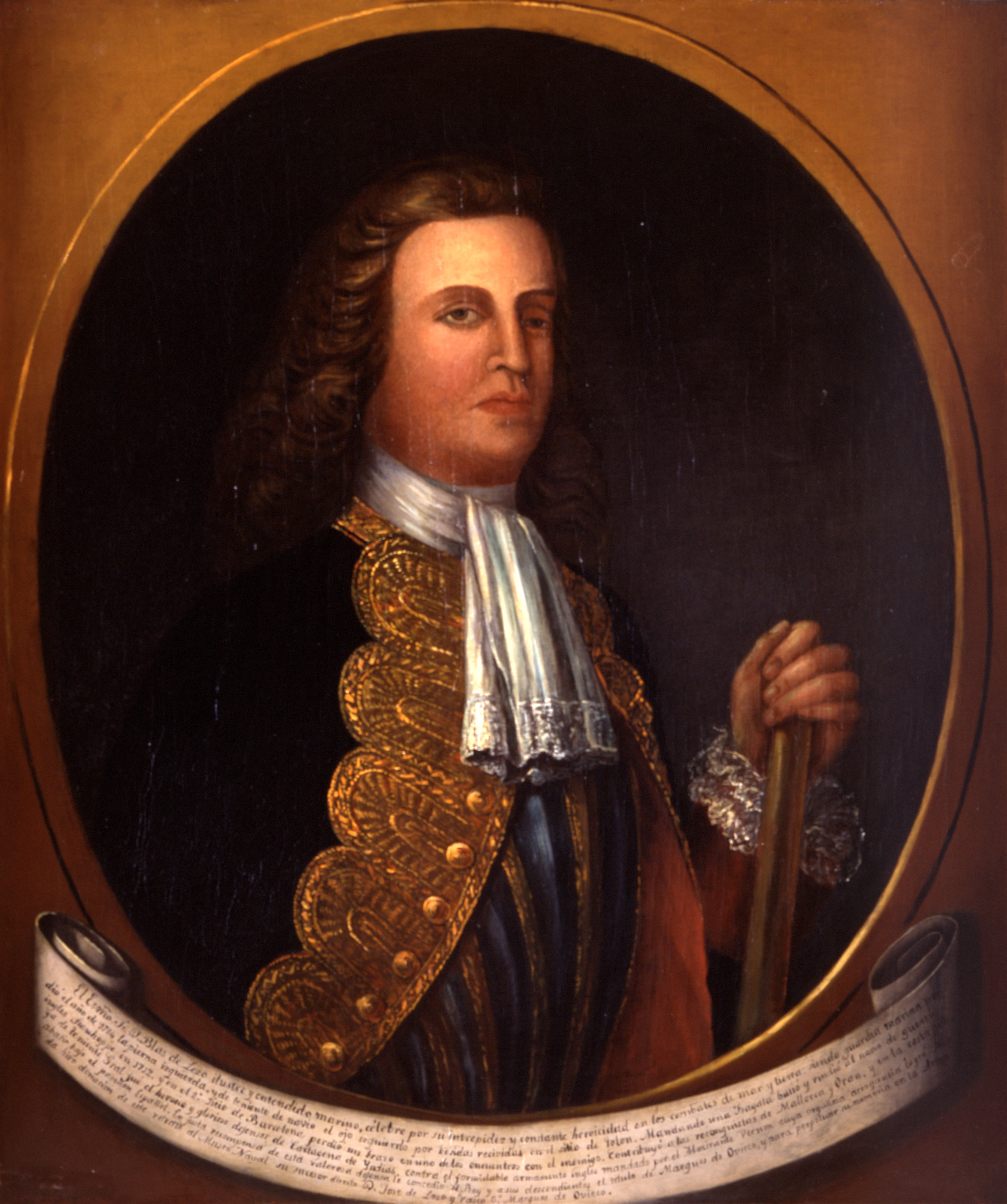
Blas de Lezo, jefe de la escuadra naval del Mediterráneo.

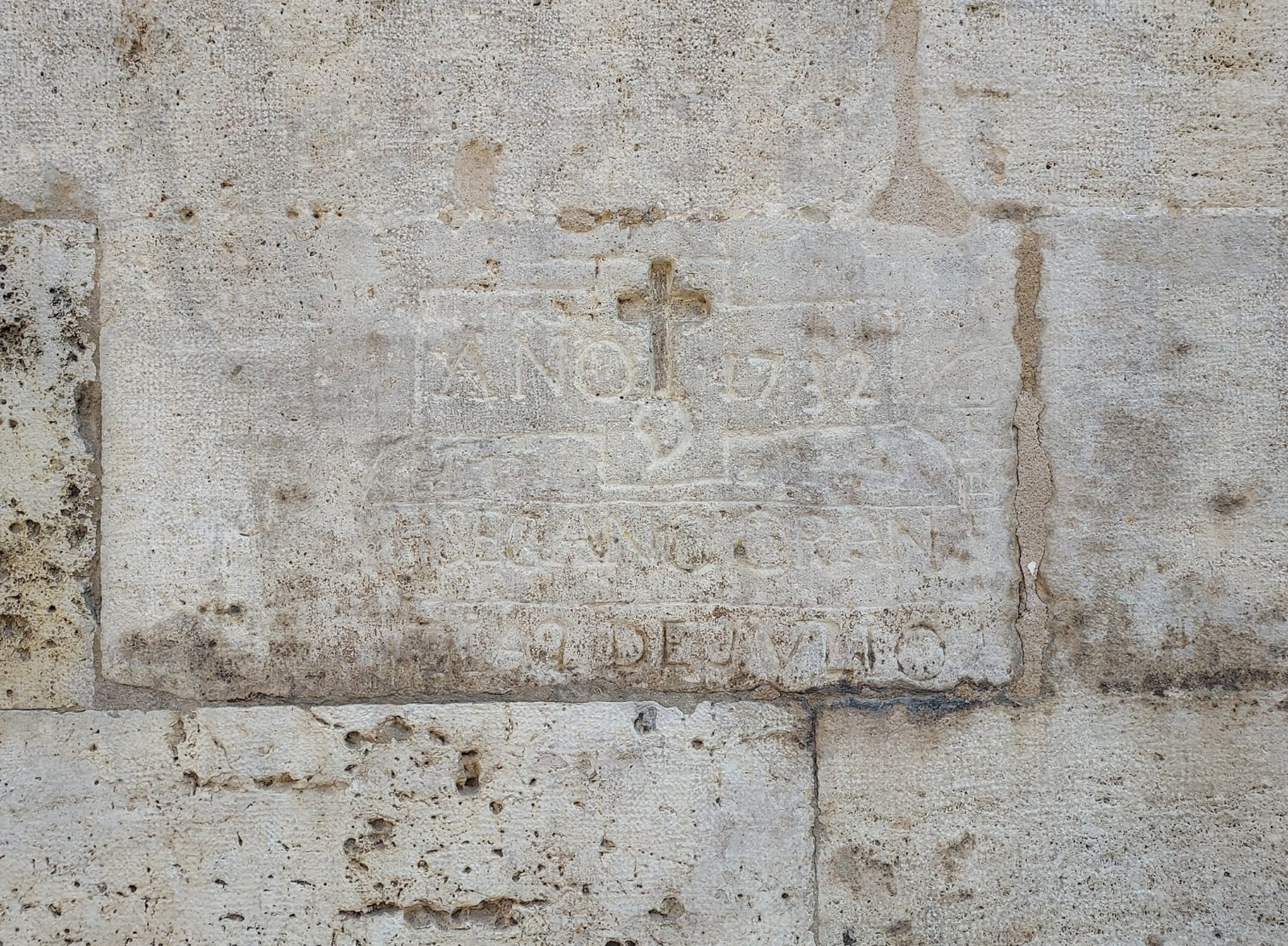
Inscripción sobre un sillar de la fachada de La Lonja de la Seda (Valencia). Conmemorativa de la toma de Orán. Se puede leer: AÑO 1732/ SE GANO ORAN/ A 9 DE JULIO.

De la Motte y su ejército siguieron avanzando hasta llegar a Mazalquivir, donde se descubrió un campo en el que los jenízaros se habían reunido, que fue destruido rápidamente, por lo que alrededor de trescientos jenízaros, que pertenecían a la guarnición de Mazalquivir, huyeron. Aterrorizadas por la potencia de fuego intensa de los granaderos, a las tropas del castillo de Mazalquivir se les había permitido la rendición, a condición de que se les permitiera retirarse a Argel. Inmediatamente después, el ejército de De la Motte sitió Mazalquivir. Montemar, al ver el éxito que había sido, envió a su ejército a las montañas cercanas, donde habitaban la mayoría de los laicos del enemigo, pero ellos, aterrorizados y desmoralizados, se retiraron esa misma noche a Orán, que también fue abandonado junto con sus fuertes y castillos utilizados para la defensa. Estratégicamente, entre las fuerzas de José Carrillo de Albornoz, conde de Montemar, Juan José Navarro y Alejandro de la Motte, pudo avanzar, hasta el llamado Monte Santo, el Regimiento de caballería Lusitania, con 300 jinetes liderados por el coronel Joachín Aranda de Amézaga y Unzaga, asistido por Luis de Unzaga y Amézaga. La calidad y la disciplina del ejército español, sin duda aterró a las tropas del Bey Hassan. Al día siguiente, el 1 de julio, Montemar, a través de un mensaje del cónsul francés en Orán, se enteró de esta noticia y de inmediato envió un destacamento para confirmar esto. La noticia era correcta y el cónsul francés salió a recibir las tropas españolas, que entraron en la ciudad sin ningún problema. Los españoles capturaron 80 piezas de artillería de bronce, 50 piezas de hierro y 12 campanas, además de artefactos innumerables de guerra y suministros, lo suficiente como para abastecer a la ciudad por lo menos durante tres meses. Finalmente, al día siguiente, el 2 de julio, la ciudad de Mazalquivir también se rindió ante las tropas de De La Motte.

## Consecuencias

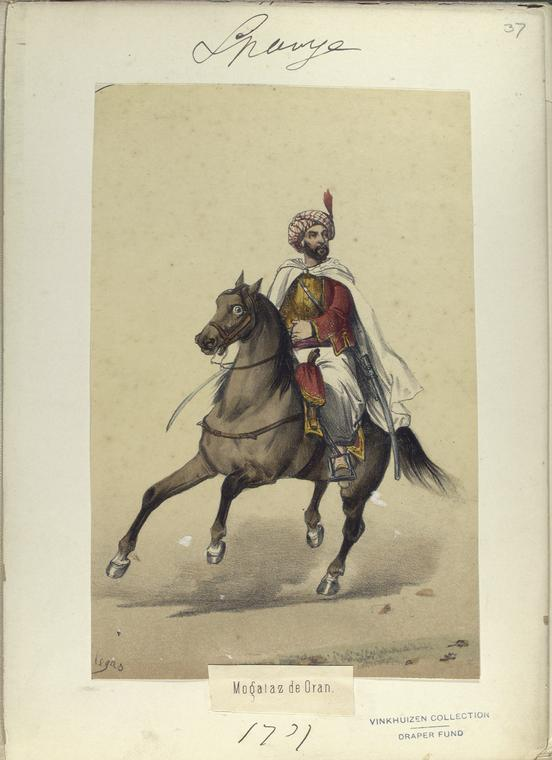
Mogataz de Orán (1737).

El 5 de julio, un solemne Te Deum se cantó en Orán para conmemorar la victoria. La noticia pronto llegó a España y se extendió al resto de Europa. El papa Clemente XII se contentó mucho de la noticia de la recuperación de las dos ciudades, dando las gracias y elogiando a Felipe V. Un mes después de la recuperación de Orán, el 1 de agosto, después de haber asegurado la ciudad, Montemar volvió a España con la mayoría de sus tropas, dejando tras de sí una guarnición de seis mil hombres.
Cuando los conquistadores marcharon, creyendo cumplida su meta, Bey Hassan, señor de Orán hasta la reconquista española y que no se resignaba a la pérdida de su ciudad, logró reunir tropas, aliarse con el bey de Argel y sitiarla. Lamentando la cobardía que había mostrado al abandonarla, intentó recuperarla en varias ocasiones, atacando a lo largo de los meses siguientes. A finales de agosto, atacó Orán, con más de diez mil soldados, pero fueron derrotados por los españoles, que le infligieron más de dos mil bajas. Bombardeó el castillo de Mazalquivir y aplastó una salida de los defensores, en la que perecieron más de mil quinientos soldados y además murió el gobernador español, Álvaro Navia Osorio y Vigil. Este aristócrata fue el autor de "Reflexiones militares", libro de cabecera de Federico el Grande. Ante la desesperada situación de la plaza, el 13 de noviembre se ordenó a Blas de Lezo socorrerla. Este partió de inmediato con los barcos que estaban listos para realizar la travesía: dos navíos de línea, cinco menores y veinticinco transportes, que llevaban cinco mil soldados de refuerzo a la guarnición. Tras dos días de navegación alcanzó Orán, desbarató el acoso de las nueve galeras argelinas, que se retiraron al llegar la escuadra española y abasteció a la guarnición. La ciudad se mantendría bajo control español hasta el 17 de febrero de 1792, cuando fue vendida, por Carlos IV a los turcos. 